# Zankoku na tenshi no these
Zankoku na tenshi no these (残酷な天使のテーゼ?, Zankoku na tenshi no tēze, lett. "La tesi dell'angelo crudele"), anche conosciuta con il titolo internazionale ufficiale di The Cruel Angel's Thesis, è una canzone j-pop interpretata dalla cantante giapponese Yōko Takahashi. La canzone, composta per essere la sigla d'apertura della serie televisiva anime Neon Genesis Evangelion, fu pubblicata come singolo il 25 ottobre 1995 in doppio lato A con Fly Me to the Moon, sigla di chiusura. Scritta da Neko Oikawa e composta da Toshiyuki Ōmori e Hidetoshi Satō, venne inclusa negli album contenenti la colonna sonora dell'anime (a partire dal primo, Neon Genesis Evangelion - Original Soundtrack 1) e Li-La, sesto album di Takahashi.
La critica musicale e il pubblico hanno accolto positivamente il brano, che con il tempo è divenuto uno dei più celebri della canzone giapponese e una pietra miliare delle cosiddette anisong, cioè i brani appositamente creati per serie anime. A distanza di anni, inoltre, è rimasto un gettonato pezzo dei karaoke giapponesi, vincendo sondaggi di popolarità e riconoscimenti. Su internet, assieme al relativo video ufficiale, Zankoku na tenshi no these ha acquisito ulteriore notorietà tramite delle interpretazioni e parodie, che hanno consolidato la sua fama e l'hanno resa una delle sigle più famose della storia dell'animazione.

## Produzione

### Genesi del pezzo e composizione
Hideaki Anno, regista di Neon Genesis Evangelion, durante la produzione consigliò di usare un brano già esistente di musica classica come sigla di apertura della serie. La sua scelta cadde in un primo momento sulle Danze polovisiane, dal secondo atto dell'opera Il principe Igor' del compositore Aleksandr Porfir'evič Borodin. L'emittente televisiva TV Tokyo rifiutò la proposta, ritenendo un brano del genere inadatto al compito; una composizione classica come quella del Principe Igor, secondo i produttori, sarebbe risultata poco chiara. Lo studio Gainax quindi contattò Hidetoshi Satō per la scrittura e Toshiyuki Ōmori per l'arrangiamento di un pezzo inedito al posto del compositore generale della colonna sonora, Shirō Sagisu. Benché non accreditato ufficialmente, anche Toshimichi Ōtsuki, membro della King Records e produttore ufficiale della serie animata, si occupò dell'arrangiamento, esigendo una canzone accattivante.

### Testo
La stesura del testo venne affidata a Neko Oikawa; fu lo stesso Ōtsuki a istruirla in proposito, chiedendole di scrivere qualcosa di «filosofico» e di usare un linguaggio complicato. Ella si soffermò in particolare sui concetti chiave di «madre», «ragazzi e ragazze di quattordici anni» e «una donna adulta». Oikawa, seguendo le direttive ricevute, lo completò in due ore, dopo aver ricevuto una superficiale infarinatura sull'anime e senza aver mai incontrato Hidetoshi Satō: lei e il suo gerente videro velocemente i primi due episodi, gli unici allora prodotti, e un documento di presentazione del progetto. All'autrice venne in mente la figura di una donna, una madre che vuole che il proprio figlio non diventi adulto, e scrisse un testo ambiguo, con un'abbondante presenza di figure retoriche. Il testo inizia con la voce di una donna che consiglia a un giovane di comportarsi come un angelo senza pietà, incoraggiandolo al grido di «shin wa ni nare» (神話になれ? lett. "diventa un mito"). Per la donna il ragazzo è ancora innocente e ingenuo, dato che la guarda senza dir nulla, sorridendo; ella lo invita con dolcezza a riposarsi, dicendogli:
(vv.16-17)
La donna, rassicurandolo che il loro incontro è stato in qualche modo scelto dal destino, gli rivela che: 
(v. 9)
Per il titolo Oikawa prese in prestito il vocabolo tedesco these (テーゼ?), "tesi", mutuato dalla terminologia filosofica, più in particolare dal campo della dialettica. Yahoo! Japan ha notato come il concetto di these sia stato usato da Georg Wilhelm Friedrich Hegel, filosofo esponente dell'idealismo tedesco. Per il nome la scrittrice si ispirò inoltre a un manga di Moto Hagio allora in via di pubblicazione, Zankoku na kami ga shihai suru, e inserì il termine tenshi (天使?), solitamente usato per riferirsi agli angeli della mitologia giudaico-cristiana. Come ulteriore riferimento religioso nel testo venne aggiunto il verso «Watashi wa sō jiyū o shiru tame no baiburu» (私はそう自由を知るためのバイブル?), cioè: «Questa è la Bibbia con cui imparerai cos'è la libertà». In un primo momento ella pensò di concludere la canzone con il motto «kyōki ni nare» (凶器になれ?), traducibile in «diventa un'arma», oppure, se scritto con i kanji 狂気 (?, kyōki), in «diventa folle», ma la proposta venne accantonata sotto consiglio della TV Tokyo, che richiese il cambio in «shin wa ni nare», ossia «diventa un mito». Il finale con un imperativo rimase, mantenendo intatta l'idea di una persona adulta che si rivolge a un giovane ragazzo.
Per Devin Meenan di Comic Book Resources il testo potrebbe far riferimento a Yui Ikari, madre del protagonista Shinji che lo protegge durante gli eventi della serie, o a Misato Katsuragi, sua superiore che lo incoraggia a uscire dal proprio guscio. Kotono Mitsuishi, doppiatrice giapponese di Misato, diede una interpretazione simile; in un'intervista Mitsuishi dichiarò che il verso «Anche se non diventerò mai una dea, andrò avanti» (女神なんてなれないまま私は生きる?, Megami nante narenai mama watashi wa ikiru) le «trafisse il cuore», credendo che «quella fosse la voce di Misato».
In Zankoku na tenshi no these venne anche inserito un coro d'intermezzo con le parole faria (ファリアー?) e setameso (セタメソー?); le parole d'interludio non sono però dei vocaboli di una lingua esistente, e vennero create dall'arrangiatore Toshiyuki Ōmori. Il coro venne cantato dallo stesso Ōmori, Takahashi e il fratello di lei, Gō Takahashi. A Ōmori fu chiesto che cosa significassero le parole; l'arrangiatore rispose che le parole inventate «è come se fossero scese all'improvviso dal cielo» durante la scrittura del coro.

### Registrazione
Per la registrazione venne contattata la cantante Yōko Takahashi, già nota per aver prestato la voce ad alcune sigle di spettacoli giapponesi negli anni precedenti; al momento di registrare il brano non aveva ancora visto l'anime e non le fu data nessuna informazione al riguardo. Ōmori concluse l'arrangiamento, anche se in maniera approssimativa, e Takahashi stabilì una pista temporanea cantando la melodia soltanto con la sillaba "la". Una volta pronto il testo definitivo all'artista, allora quasi trentenne, venne chiesto di adottare un tono di voce più infantile, da adolescente; quando ricevette una demo della base su cui provare Takahashi trovò delle difficoltà, sia per il registro linguistico scelto di Oikawa, sia per il tempo molto frenetico. Inizialmente era previsto anche un coro maschile di accompagnamento, in un secondo momento eliminato da Hideaki Anno per poter sottolineare ancora meglio il concetto di maternità.

## Pubblicazione
Il 25 ottobre 1995 Zankoku na tenshi no these venne pubblicato come singolo in due differenti versioni: nella prima, dal prezzo di copertina di 1 049 yen, venne accompagnato da un brano di Takahashi intitolato Tsuki no meikyū (月の迷宮? lett. "Il labirinto della luna"); nella seconda, dal costo di 961 yen, venne inclusa anche Fly Me to the Moon di Claire Littley, sigla di chiusura della serie. Tale versione venne in seguito riedita il 26 marzo del 2003, in occasione dell'uscita della Renewal Edition di Evangelion. Il brano fu aggiunto anche nei vari album dedicati alle colonne sonore dell'anime, a partire da Neon Genesis Evangelion I, del 22 novembre 1995; nel successivo Neon Genesis Evangelion II, uscito il 16 febbraio 1996, venne inserita la TV Size Version, ovvero una versione ridotta utilizzata per la messa in onda su TV Tokyo. Il pezzo fu poi incluso in altre pubblicazioni, come il cofanetto speciale The day of Second Impact (13 settembre 2000), Neon Genesis Evangelion: S² Works (usciti il 4 dicembre 1998), Refrain of Evangelion (23 maggio 2003), Neon Genesis Evangelion Decade (26 novembre 2005), A.T. EVA01 Reference CD (21 dicembre 2007), Shin Godzilla vs. Evangelion Symphony (27 dicembre 2017), Evangelion Finally, uscito nell'ottobre del 2020, e Neon Genesis Evangelion Soundtrack: 25th Anniversary Box, un cofanetto contenente diverse versioni della sigla.
Il pezzo fu poi aggiunto in diverse raccolte e antologie separate dalla colonna sonora della serie, come la Star Child Selection (28 gennaio 2000), la raccolta Super Robot Tamashii 2003 (25 giugno 2003), Super Robot Tamashii The Best Vol. 3 (10 dicembre 2003), Super Robot Tamashii Best & Live (2 febbraio 2005), pop'n music 12 Iroha AC CS pop'n music 10 (13 aprile 2005), Super Robot Tamashii Shudaika Best Collection 2 (7 settembre 2005), Super Robot Tamashii Best & Live (Girls Edition 2), Super Robot Live Request Best (22 febbraio 2006), Super Robot Tamashii Live Robo Song Collection (14 febbraio 2007), The Best!! Super Robot Tamashii Girls Best Collection (28 novembre 2007), Kids Song★Hit Paradise! (26 settembre 2008), Super Robot Tamashii Nonstop Mix Vol. 4 (Girls) (12 novembre 2008), Brass Band Koushien 3 (27 febbraio 2008) e Nekoism 〜 Neko Oikawa Sakuhin-shū (21 febbraio 2018).
Per La bestia che gridò AMore nel cuore del mondo / Take care of yourself, ultimo episodio dell'anime, Sagisu riarrangiò l'accompagnamento e la melodia della canzone in due strumentali: The Heady Feeling of Freedom e Good, or Don't Be, per pianoforte, piano elettrico, chitarra acustica, violini e violoncelli. Vari remix del singolo vennero aggiunti nelle raccolte di Dancemania. La versione Shihori fu inserita negli album Dancemania Summer Story 2008 (25 giugno 2008), Wa-euro Best (5 agosto 2009), Dancemania Summer Story 2009 (10 giugno 2009) e Best of Wa-euro Best (21 luglio 2010), quella Mint in Himetra Best (14 maggio 2008) e Himetra Anime*Mix (21 gennaio 2009), mentre la versione di Diana Gross venne inclusa nella raccolta Him Trace 3. Altri remix furono inseriti poi nelle raccolte di Dancemania Speed: Anime Speed (25 maggio 2005), Anime Speed Newtype Edition (19 luglio 2006), Happy Speed (18 aprile 2007) e Himetra Speed (30 luglio 2008).

### Esibizioni dal vivo

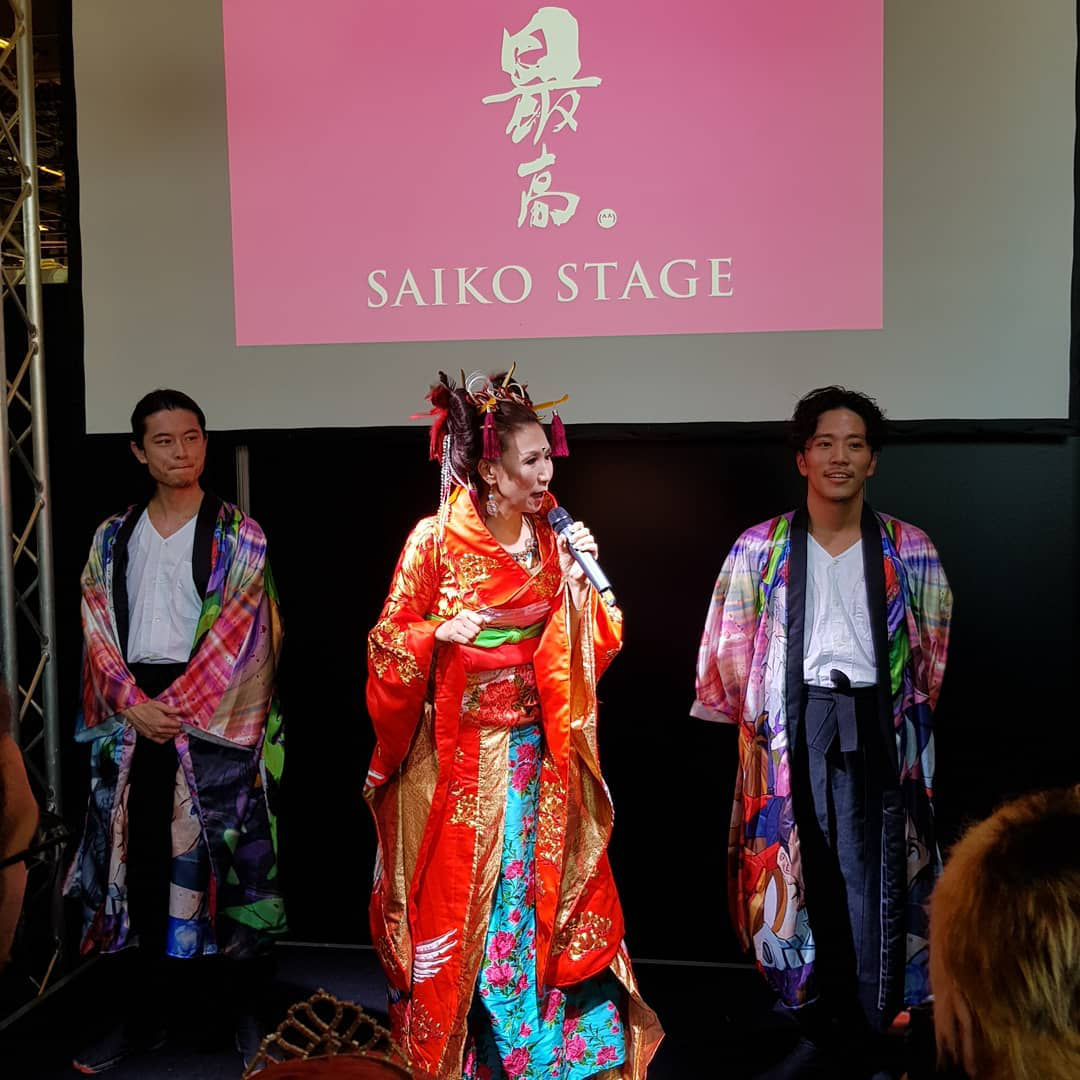
Yōko Takahashi canta Zankoku na tenshi no these al Japan Expo 2019 di Parigi

Takahashi cantò Zankoku na tenshi no these nel 2015 all'Anime Expo di Los Angeles. Nel 2017 invece si esibì durante il Billboard Live di Tokyo, ricevendo una calorosa accoglienza da parte del pubblico presente. Il 20 giugno 2018 interpretò il pezzo durante l'Evangelion World Tour, organizzato per promuovere la ripubblicazione del brano con audio restaurato e rimasterizzato assieme a Tamashī no refrain (魂のルフラン?, Tamashī no rufuran, lett. "Il ritornello dell'anima"), toccando, oltre che varie tappe giapponesi, la Francia e Hong Kong. A giugno 2019 la cantante si esibì al Japan Expo di Parigi, cantando dei pezzi della colonna sonora di Neon Genesis Evangelion poco prima di un'anteprima ufficiale del lungometraggio Evangelion: 3.0 + 1.0 e in concomitanza con l'uscita dell'anime su Netflix. Per l'occasione, inoltre, tutto Neon Genesis Evangelion I venne aggiunto il 21 giugno su Spotify, inclusa Zankoku na tenshi no these.
Nel 2020 venne annunciato un evento dedicato all'Operazione Yashima di Evangelion nella città di Hakone, zona in cui è fantasiosamente situata la fittizia città di Neo Tokyo-3; per l'occasione furono annunciati anche nuovi articoli di merchandise sulla serie. Durante l'evento, organizzato in due date (28 marzo e 23 maggio), era prevista una esibizione di Zankoku na tenshi no these di Takahashi; le date però slittarono a causa della pandemia di COVID-19. Il 3 ottobre dello stesso anno Takahashi ha tenuto parte all'inaugurazione di una riproduzione dell'Eva-01 presso il Toei Kyoto Studio Park di Ukyō-ku, cantando Zankoku na tenshi no these sul palmo della mano dell'umanoide.

### Le versioni di Yōko Takahashi

#### Remix
Negli album di Takahashi vennero incluse altre versioni di Zankoku na tenshi no these; per il diritto d'autore l'arrangiamento del singolo originale era di proprietà della King Records, dunque per questioni legali le case discografiche che pubblicarono i lavori della cantante dovettero affidarsi ad arrangiamenti sempre differenti. Nell'album Best Pieces, uscito il 10 febbraio 1999, venne aggiunta la Version '96, poi inserita in Super Value Yoko Takahashi, messo in commercio il 19 febbraio 2001 dalla Universal Music.
In～refrain～ The songs were inspired by Evangelion (6 novembre 1997) venne aggiunto un remix chiamato Ambivalence Mix, più una versione strumentale intitolata Epilogue de these curata da Tony Orly. Nel 1999 venne prodotta anche una nuova versione di Zankoku na tenshi no these, sottotitolata Remix for Peace e inclusa nell'album Best Pieces II di Takahashi, uscito il 10 febbraio dello stesso anno, nonché nelle raccolte dei successi di Takahashi, come Yoko Takahashi Best 10 (17 gennaio 2007), Yoko Takahashi Essential Best (19 dicembre 2007) e Golden☆Best Yoko Takahashi, proposta, in varie edizioni, il 25 febbraio 2004, il 5 dicembre 2012 e il 5 dicembre 2018. Un ulteriore remix, Harmonia Version, venne aggiunto in un altro album dell'interprete, Li-La, per poi essere ripubblicato in Li-La +3, uscito il 2 ottobre 2013, assieme al Remix for Peace.

#### Reincisioni

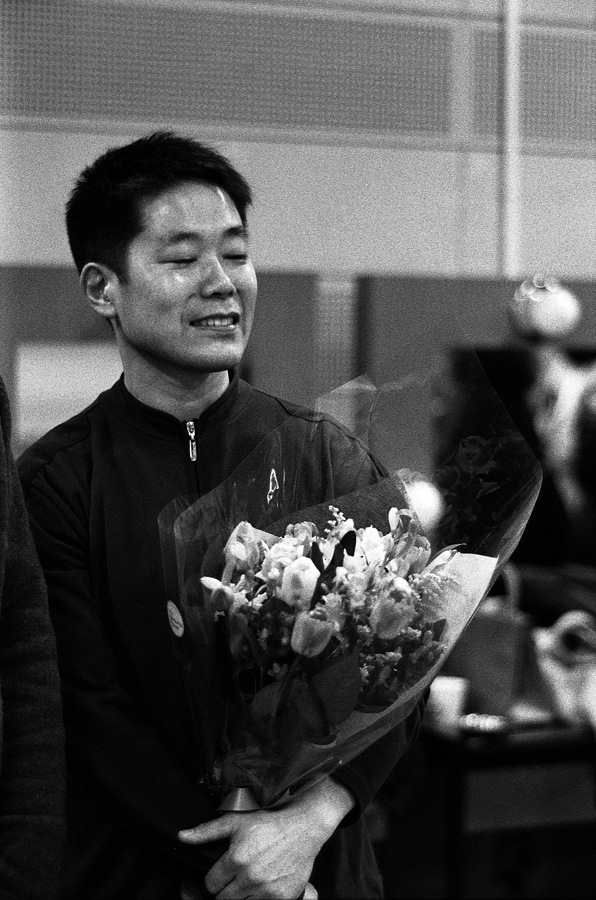
Eitetsu Hayashi, curatore dell'arrangiamento della Matsuri Spirit

Nel 2005 una nuova versione della canzone, sempre con Takahashi alla voce e di quarantasette secondi più lunga dell'originale, venne incisa in occasione del decimo anniversario della serie. La nuova versione, chiamata 10th Anniversary Edition, fu inserita come dodicesima traccia in Neon Genesis Evangelion Decade. Nel 2009 Takahashi registrò poi delle nuove versioni di Zankoku na tenshi no these e Fly Me to the Moon, inserite in un singolo pubblicato il 13 maggio. Le canzoni furono prodotte in concomitanza con la presentazione di una serie di pachinko su Evangelion chiamata CR Shinseiki Evangelion: Saigo no shisha (ＣＲ新世紀エヴァンゲリオン ～最後のシ者～?, lett. "CR Nuovo secolo Evangelion: L'ultimo messaggero sacrificale"); per l'album fu usata anche una copertina progettata da Takeshi Honda. La 2009 Version venne inclusa nella raccolta 20th century Boys & Girls della cantante, pubblicata il 23 giugno dell'anno seguente e, dieci anni più tardi, nel mini-album Evangelion Extreme, pubblicato dalla King Amusement Creative e contenente le tracce usate nei vari pachislot dedicati alla serie.
Nel 2015 la cantante realizzò una nuova versione della composizione detta 2015 Version, registrata in un'unica sessione in presa diretta con il solo accompagnamento della chitarra acustica per il suo tredicesimo album in studio, 20th century Boys & Girls II, uscito il 22 aprile 2015 per la King Records. Due anni più tardi un nuovo arrangiamento intitolato 2017 Version fu inserito nell'antologia Yoko Sings Forever (22 marzo 2017); anche in tal caso la registrazione fu fatta in presa diretta, con pianoforte di Marashii e organo di Satoshi Takebe. In un primo momento era previsto anche un singolo chiamato Zankoku na tenshi no these ~ Tamashii no rufuran, mai inserito nella versione definitiva. Nel mese di luglio 2019 Zankoku na tenshi no these venne inoltre usata nel videogioco di strategia The Battle Cats; per l'occasione Takahashi la registrò cantando soltanto con la parola にゃ (?, nya), onomatopea giapponese del miagolio. Nonostante la semplicità del testo durante la registrazione l'interprete ebbe qualche difficoltà, dovendo ponderare l'enfasi e la giusta inflessione di ogni miagolio. La versione venne poi caricata sui canali di Oricon e della MaiDiGiTV, superando per entrambi i video il milione di visualizzazioni. Nello stesso anno Eitetsu Hayashi produsse un nuovo arrangiamento di Zankoku na tenshi no these, stilisticamente vicino alle sonorità della musica tradizionale giapponese e principalmente realizzato con i taiko; fu presentato in anteprima sul canale YouTube ufficiale della King Amusement Creative come Zankoku na tenshi no these: Matsuri Spirit e venne integralmente pubblicato il 24 luglio dello stesso anno.

### Versioni estere
L'azienda Shenzhen TV acquisì Evangelion per un doppiaggio in lingua cinese; la prima traduzione non fu approvata dalla National Radio and Television Administration, un'agenzia ministeriale posta sotto il Consiglio di Stato della Repubblica Popolare Cinese, e dunque la serie venne tradotta e doppiata di nuovo, rimuovendo i contenuti ritenuti inappropriati a un pubblico giovanile e la sigla fu rinominata 美丽天使的行动纲领S, Měilì tiānshǐ de xíngdòng gānglǐngP, lett. "Il piano d'azione dell'angelo bello", detta anche 勇敢的少年S, Yǒnggǎn de shàoniánP, lett. "Il ragazzo coraggioso". L'anime fu poi trasmesso fra il 1999 e il 2001.

## Video musicale
Per Zankoku na tenshi no these la Gainax realizzò un video di apertura di circa novanta secondi, affidato agli animatori Takeshi Honda e Shinya Hasegawa. La produzione impiegò del tempo, assieme a quella dei primi episodi della serie; nel luglio del 1995, quando le prime due puntate vennero proiettate in anteprima al secondo festival della Gainax, il video non era ancora terminato. Esso venne infatti completato a settembre dello stesso anno, poco prima della messa in onda ufficiale dell'anime su TV Tokyo.
Il video consta di circa 2160 fotogrammi articolati in ottantaquattro scene, con una media di una sequenza al secondo. Il personale della Gainax cercò di creare un effetto rétro, omaggiando e imitando sigle di opere precedenti. Il nome di Hideaki Anno venne inserito a caratteri cubitali negli ultimi secondi, apparentemente tagliato dalle braccia dell'Eva-01 e così grande da occupare l'intera schermata, a sottolineare la forte impronta del regista su ogni aspetto della serie. Secondo la scrittrice Virginie Nebbia Anno potrebbe aver preso spunto dalla sigla d'apertura della serie televisiva UFO, la serie giapponese Key Hunter e lo stile del regista Akio Jissōji; Jissōji infatti realizzò un montaggio frenetico degli episodi di Ultraman da lui diretti per la pellicola Jissōji Akio kantoku sakuhin Ultraman del 1979.

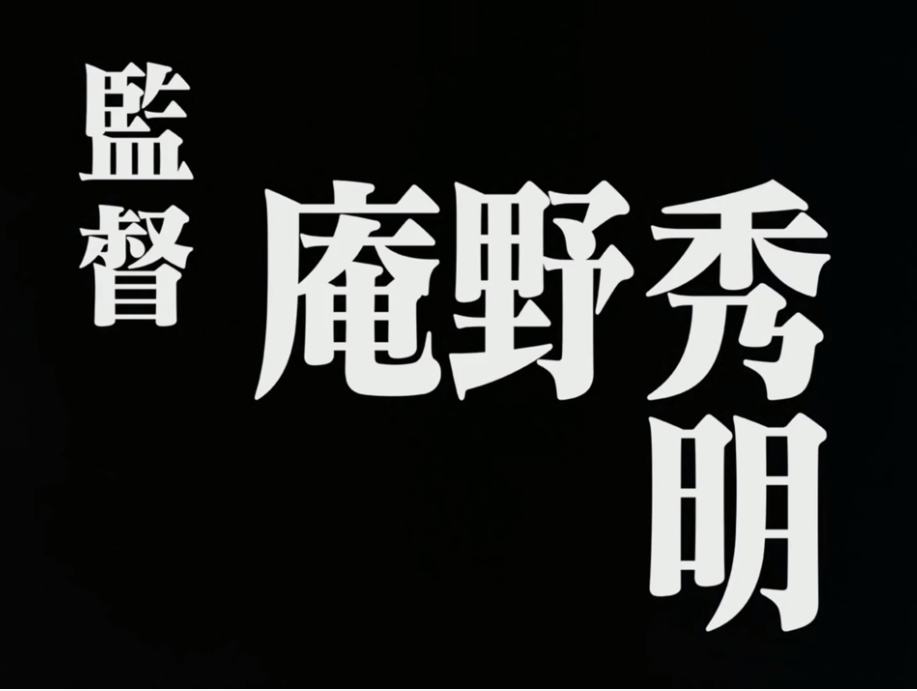
Uno degli ultimi fotogrammi della sigla televisiva, recante la dicitura "Regia di Hideaki Anno" (監督 庵野秀明, Kantoku Anno Hideaki)

Il video della versione televisiva contiene diversi riferimenti culturali, più in particolare alla religione cristiana e all'ebraismo. Nei fotogrammi iniziali appare un punto luminoso di colore blu che si espande come una goccia d'acqua e viene circondato da un cerchio dello stesso colore. L'immagine, secondo la sceneggiatura, raffigura l'inizio dell'universo; il simbolo, inoltre, potrebbe fare riferimento al rapporto fra Dio e creazione, paragonato da alcuni pensatori a quello fra un punto e un cerchio, simbolo di unità e completezza.
Dopo il punto di luce compare una figura dotata di dodici ali su uno sfondo rosso, simile ad alcune raffigurazioni degli angeli cherubini. A ciò segue una fiammella celestina, che rimanda al concetto di anima o "soffio vitale", che assume un certo rilievo nel corso degli eventi della serie; l'immagine raffigura inoltre la prima immagine visibile da un bambino appena nato. Ulteriore simbolo religioso è costituito da una duplice raffigurazione dell'albero della vita; esso costituisce un riferimento al Progetto per il perfezionamento dell'uomo della serie. Il ricercatore italiano Fabio Bartoli ha notato come l'albero della vita attraversi la figura di Misato Katsuragi durante il video della sigla; per Bartoli la cosa suggerirebbe che Misato stessa abbia funto da cavia nell'esperimento di contatto con l'angelo Adam che nella serie ha causato il Second Impact. Gli scrittori Víctor Sellés de Lucas e Manuel Hernández-Pérez in un saggio sulla serie ha sottolineato come le sephirot nella tradizione cabalistica rappresentino anche schemi del comportamento umano; secondo i due scrittori dunque l'albero della vita fonderebbe religione e psicologia, «unendo le due chiavi di lettura principali della serie». Sellés de Lucas e Hernández-Pérez hanno inoltre collegato la figura dell'angelo con dodici ali all'iconografia tradizionale del tetramorfo di Ezechiele; l'angelo secondo loro presenterebbe inoltre delle caratteristiche simili ad un rapace e ricorderebbe l'angelo Sachiel.
Nella seconda metà del video si intravede un fotogramma di Rei Ayanami che tocca il vetro di una finestra. Lo scrittore Dennis Redmond ha collegato il fotogramma dell'occhio di Rei a una immagine simile presente nella pellicola Tre colori - Film blu di Krzysztof Kieślowski. Sullo schermo si alternano, fra le altre, l'immagine della mano dell'Eva-01 ricoperta di sangue, poi usata per il diciottesimo episodio, e dello 01 che sfodera dodici ali di luce, ripresa per il finale, assieme a rapidi fotogrammi di didascalie in bianco su sfondo nero o viceversa, mappe, bozzetti a matita, un disegno di Kaworu Nagisa, ritratti di Misato Katsuragi, Ryōji Kaji e Ritsuko Akagi, il primo angelo Adam e una sfera luminosa di colore rosso, l'elemento S². Per le ali di luce dello 01 gli autori si ispirarono alla figura cristiana di Lucifero, un angelo caduto che secondo la leggenda è dotato di dodici ali. Le dodici ali costituiscono inoltre un riferimento a Ryo Asuka di Devilman. Il video si conclude con un testo scritto, stando agli storyboard ufficiali, in caratteri angelici (天使の文字?, tenshi no moji); secondo Anno esso raffigura dei documenti chiamati pergamene del Mar Morto. La calligrafia dei caratteri inoltre è simile a quella del Sefer Raziel HaMalakh. Secondo il libro Evangerion Yougo Jiten (エヴァンゲリオン用語事典 ? lett. "Evangelion Glossario"), pubblicato da Yahata Shoten, lo stile di scrittura del fotogramma somiglierebbe alle calligrafie angeliche presenti nei testi cabalistici. Secondo Sellés de Lucas e Hernández-Pérez il primo carattere del testo somiglierebbe al kanji 天 (?, ten, lett. "cielo"), il primo kanji della parola tenshi (天使? lett. "angelo"). Secondo loro esso alluderebbe alle varie calligrafie angeliche sviluppate nella tradizione esoterica occidentale, e in particolare a quello presente ne La filosofia occulta o La magia di Agrippa von Nettesheim.
Un secondo video per la versione completa di Zankoku na tenshi no these uscì per l'edizione home video Renewal del 2003 della serie. Prodotto sotto la direzione di Masayuki, già assistente alla regia della serie originale, esso è completamente diverso da quello per la trasmissione televisiva e include fotogrammi della versione director's cut degli episodi e scene della pellicola The End of Evangelion, uscita il 1997, nonché altre didascalie con caratteri bianchi su sfondo nero scritte e coordinate da Hideaki Anno in persona. Il video venne pubblicato in alta definizione sul canale YouTube ufficiale della King Records il 20 giugno 2018.

## Accoglienza
(Yōko Takahashi)
Zankoku na tenshi no these godette di una duratura notorietà fra gli appassionati di animazione, emergendo subito in diversi sondaggi di popolarità. Il pezzo è considerato uno dei più belli e iconici della subcultura otaku, nonché una delle sigle più riconoscibili della storia dell'animazione giapponese, trovando rinnovata popolarità con l'uscita della tetralogia cinematografica Rebuild of Evangelion.

### La canzone

#### Riconoscimenti
Nel 1996 e nel 1997, cioè dopo la conclusione della prima messa in onda di Neon Genesis Evangelion, Zankoku na tenshi no these venne eletta migliore sigla del momento in un sondaggio annuale indotto dalla rivista specializzata Animage; nel secondo anno ottenne più del doppio dei voti rispetto alla seconda classificata, Give a Reason di Megumi Hayashibara. Anche TV Asahi ebbe modo di sottolineare la sua fama nei sondaggi di popolarità: nel 2002 aprì un'indagine sui brani più indimenticabili della storia dell'animazione giapponese, e il singolo riuscì a conquistare il 55º posto; in seguito arrivò al 18º in una classifica della stessa TV Asahi limitata alle sigle prodotte dagli anni novanta in avanti.
Nel corso degli anni la fama della composizione non diminuì; nel 2016 conquistò la vetta di un sondaggio sulle anisong degli anni novanta preferite dagli utenti di Anime News Network e uno sulle migliori anisong di sempre posto a un campione di quasi settemila persone dalla rivista CD & DL Data. Nel 2018 il sito giapponese Anime Anime chiese ai propri utenti quali colonne sonore di cartoni animati avrebbero voluto come inno nazionale, e Zankoku na tenshi no these conquistò il terzo posto, mentre l'anno seguente vinse il secondo fra i titoli più cantati dal pubblico femminile del sito Merumo.

#### Opinione critica

Grazie a Zankoku na tenshi no these Takahashi guadagnò popolarità fra gli appassionati di animazione e il pubblico generico

Zankoku na tenshi no these venne accolta positivamente dalla critica. Casey Baseel di Sora News e Ederlyn Peralta di Comic Book Resources la citarono, assieme a Fly me to the Moon, fra i brani più iconici dell'animazione nipponica. Salvatore Cardone di Everyeye.it descrisse Zankoku na tenshi no these come «uno dei pezzi più emozionanti di sempre, capace di trasportare lo spettatore grazie alla sua melodia inconfondibile».
Eduardo Luquin di Comic Bok Resources ne lodò l'atmosfera di fondo, scrivendo: «È come un treno pubblicitario [...] o un colpo di pistola a inizio gara». Per Lauren Orsini di Forbes è «istantaneamente orecchiabile». Matt Fagaly di Crunchyroll e Tom Pinchuk di Geek & Sundry ne elogiarono il contrasto fra i temi cupi e pessimisti della serie d'appartenenza e il suo tono spensierato. Fece eco il sito Anime Planet, secondo il quale: «È semplicemente un bellissimo pezzo, cosa ormai alquanto rara per gli anime di oggi». In occasione dell'uscita dell'anime su Netflix la sigla fu nuovamente analizzata e recensita. David Levesley di Gentlemen's Quarterly la descrisse come una canzone «eccezionale», mentre Junichi Tsukagoshi di Animate Times la chiamò «un canto divino che tutti conoscono» e Laura Mucci di Everyeye.it «un curioso elemento di folclore culturale», «una specie di corrispettivo di Nel blu dipinto di blu nipponico». Comic Book Resources la inserì inoltre prima fra le migliori sigle degli anni novanta e terza fra le più belle di tutti i tempi.

### Il video musicale
Il video musicale di Zankoku na tenshi no these ha ricevuto anch'esso il plauso da parte del pubblico e della critica. Secondo il libro Neon Genesis Evangelion: The Unofficial Guide, scritto da Martin Foster e Kazuhisa Fujie, prima che la serie animata si concludesse esso venne giudicato dagli spettatori confusionario e «poco chiaro», ritenendo che fosse privo di concreti collegamenti con gli eventi interni della serie. Secondo loro gli appassionati che ne seguirono le vicende sarebbero rimasti sorpresi nello scoprire che «ogni dettaglio della storia è stato evidenziato, sottolineato o anche solo accennato nella sigla d'apertura». Anche la rivista Newtype analizzò ed elogiò il video in un articolo a esso dedicato, definendolo «eccellente» e apprezzandone la densa quantità di sequenze. Per Nick Valdez di Comic Book esso è «pieno zeppo di immagini memorabili», nonché «uno dei più bei viaggi nella memoria di sempre».

### La popolarità

#### Il successo nei karaoke

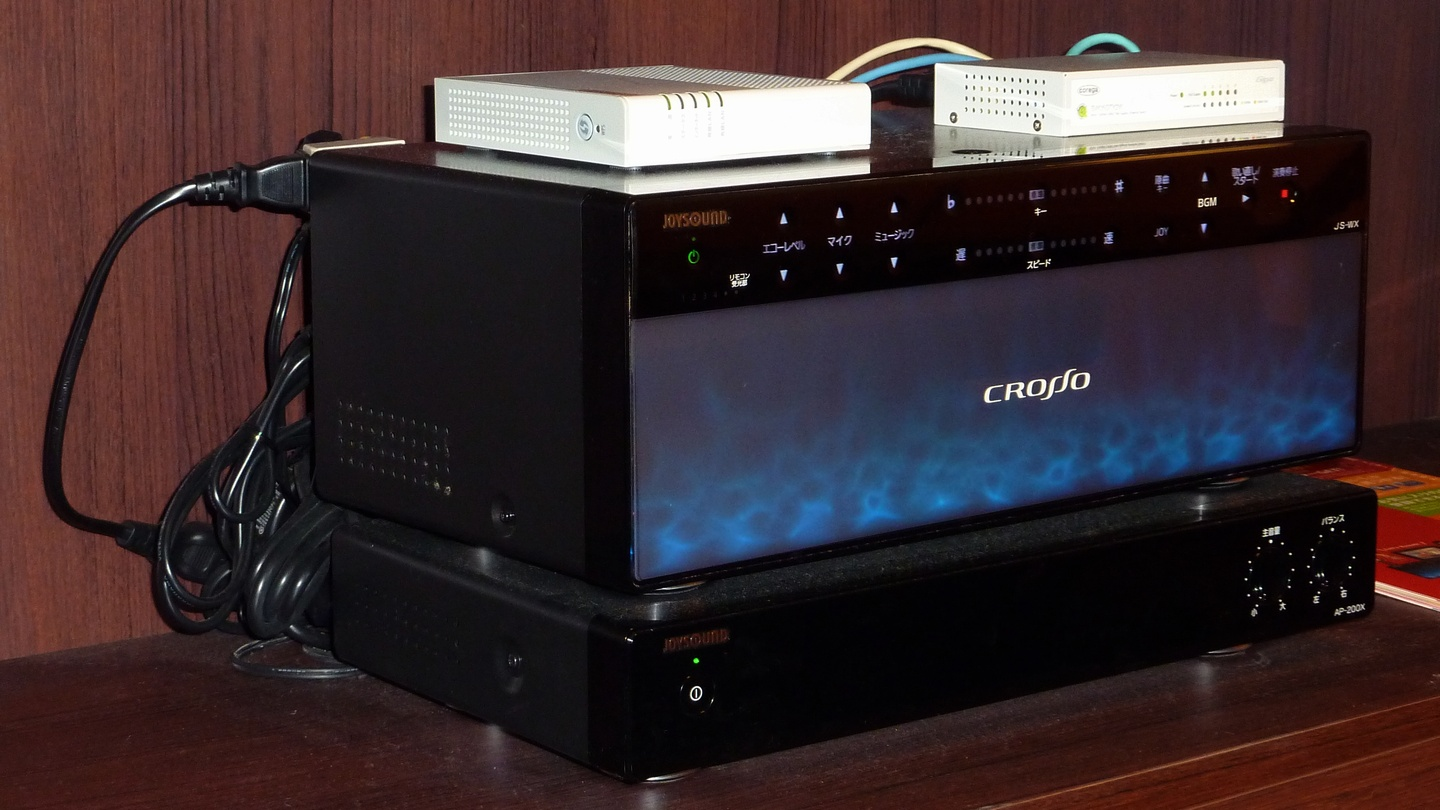
Un karaoke della Joysound

Zankoku na tenshi no these è stato e rimane uno dei pezzi più popolari in assoluto nei karaoke giapponesi, essendo rimasto nelle classifiche karaoke di Oricon per anni. Nel 2013 arrivò al terzo posto in un sondaggio di Koebu.com sulle migliori canzoni per karaoke di sempre rivolto ai doppiatori iscritti alla piattaforma. Nel 2014 l'azienda Joysound compilò una lista delle sigle anime più popolari dell'anno e lo posizionò al primo posto. La canzone riapparve anche tra i venti brani più cantati della prima metà di quello stesso anno, dopo essere comparsa in diverse classifiche degli anni precedenti; nel 2007 era riuscita a conquistare il ventesimo posto, nel 2009 il secondo e nella prima settimana di giugno del 2013 il sesto. Un risultato simile venne registrato nel 2015; Charapedia domandò a circa diecimila appassionati quali fossero i loro pezzi favoriti per karaoke, e The Cruel Angel's Thesis superò tutte le altre sigle. Nel marzo dello stesso anno il sito web Nico Nico News chiese a più di trecento adulti quale fosse la sigla animata più fastidiosa e di cui fossero più stufi di sentir cantare, e Zankoku na tenshi no these svettò con il 40,6% dei voti totali.
Nel 2017, nel 2019 e nel 2020 essa entrò nuovamente fra i dieci pezzi più gettonati dei karaoke giapponesi di Joysound, di diversi sondaggi di popolarità e in delle classifiche di Karatetsu. Il 18 febbraio 2017 NHK BS Premium trasmise in diretta un programma sulle migliori anisong di sempre chiamato Countdown LIVE Anisong Best 100!, in cui il singolo venne nominato all'ottavo posto. Nel 2019 Joysound lo indicò come il pezzo più suonato nei karaoke del periodo Heisei, vale a dire dei precedenti trent'anni della storia giapponese, e seconda anisong più cantata del primo semestre del 2020, sotto Gurenge di LiSA.

#### Vendite e certificazioni

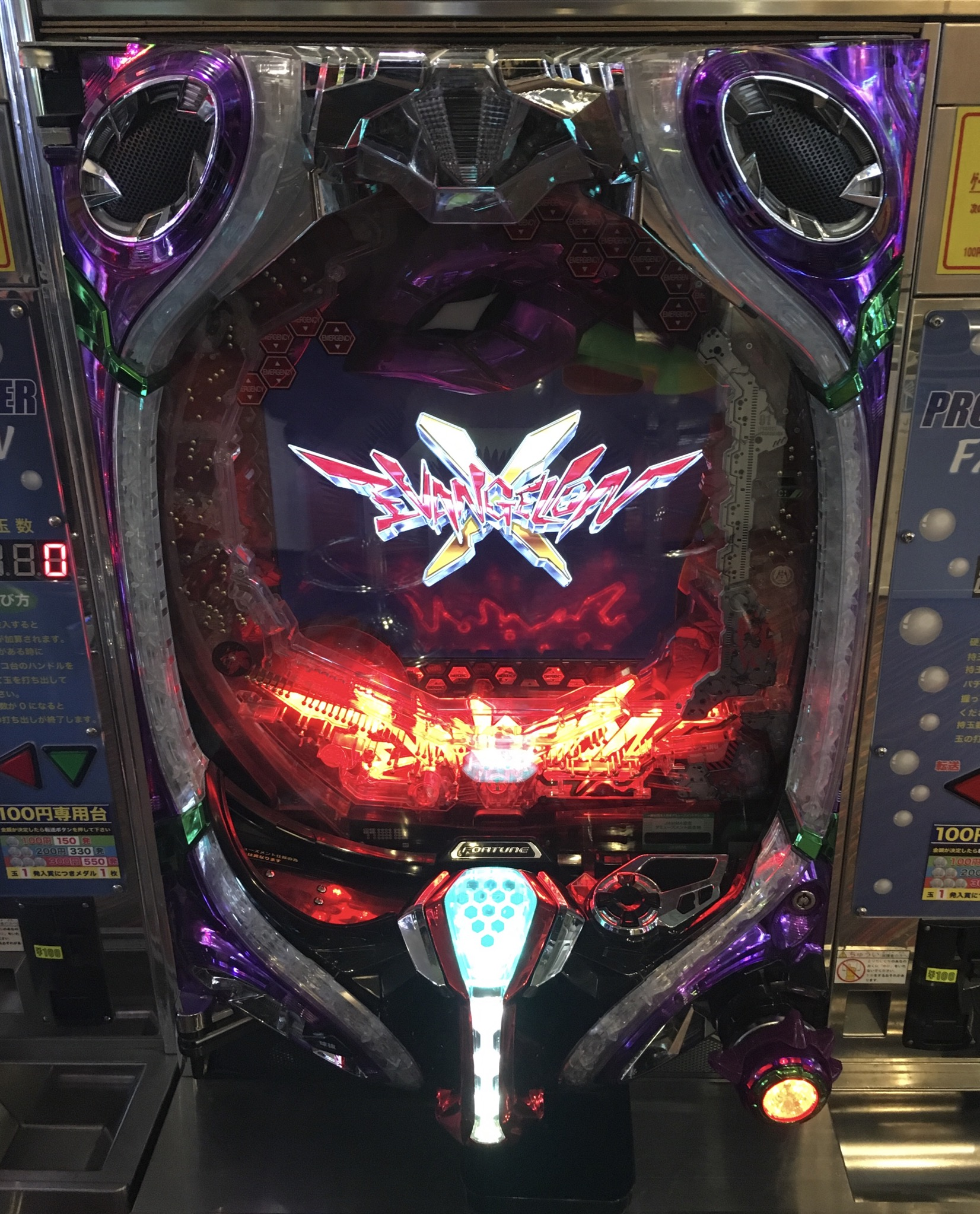
Grazie ai pachinko, Zankoku na tenshi no these ha incassato circa trenta milioni di yen annui per un intero ventennio

Il brano acquisì popolarità già durante la prima messa in onda di Neon Genesis Evangelion. La versione originale del singolo, messa in commercio il 25 ottobre 1995, si posizionò per ventidue volte nelle classifiche settimanali di Oricon, arrivando al 27º posto. Quando fu pubblicata assieme a Fly me to the moon di Claire invece rimase per sessantuno settimane nei piazzamenti, raggiungendo il diciassettesimo posto. Già nel 1997, ovvero poco dopo la conclusione della prima messa in onda dell'anime e l'uscita del lungometraggio Neon Genesis Evangelion: Death & Rebirth, conquistò il disco d'oro e di diamante (detto in Giappone "Million"), mentre l'edizione con Fly me to the moon venne certificata platino. La versione 2003 invece riuscì a restare per nove settimane. Anche il remix del 2009 ebbe successo; a giugno e a luglio di quell'anno Zankoku na tenshi no these diventò l'anisong più popolare del periodo, apparve per quattordici settimane nelle classifiche di Oricon e raggiunse il 22º posto. Le vendite delle varie versioni nel complesso superarono la soglia del milione di copie.
Nel 2011, a distanza cioè di quindici anni dall'esordio, la Japanese Society for Rights of Authors, Composers and Publishers premiò il brano posizionandolo al primo posto nei JASRAC Awards, una speciale classifica dei pezzi dalle royalties più redditizie in assoluto della musica giapponese, calcolata, fra le altre cose, tramite le vendite digitali, i pachinko e i karaoke. Il pezzo era già apparso nelle classifiche degli anni precedenti: nel 2008 era riuscito a guadagnarsi il settimo posto, l'ottavo nel 2009 e il terzo nell'anno immediatamente antecedente. Nel maggio del 2012 Zankoku na tenshi no these venne certificato tre volte disco di platino dalla Recording Industry Association of Japan. La popolarità nei karaoke e nelle macchine pachinko arricchì anche Neko Oikawa. Nel 2015 la compositrice dichiarò di aver guadagnato più di cento milioni di yen tramite le royalties di Zankoku na tenshi no these; particolarmente redditizi si rivelarono i pachinko, con incassi di almeno trenta milioni di yen all'anno.

## Influenza culturale emerchandising

### La popolarità nell'era di internet
Zankoku na tenshi no these ha avuto un notevole impatto culturale, trascendendo i confini della cultura otaku e generando meme e parodie. Con il fiorire dell'era d'internet cominciarono a circolare per dei siti web dei music anime douga (o MAD), ossia video musicali tributo volti a ricreare la musica e il video della sigla. Per Angelo Delos Trinos di Comic Book Resources il pezzo sarebbe così diventato ancora più famoso della serie, visto che «anche i neofiti che non hanno ancora visto niente di Evangelion conoscono già la sua sigla grazie alla sua imperitura presenza nella rete». Con gli anni il video musicale continuò a essere omaggiato o parodiato dagli internauti, attraverso remix, mash-up e interpretazioni realizzate con diversi strumenti musicali, come percussioni e calcolatrici
Nel 2018 un utente di Twitter ha combinato la canzone con il video musicale di Party Rock Anthem degli LMFAO; il video è diventato virale e Party Rock Anthem è diventato un meme a sua volta, con decine di conseguenti varianti su diverse piattaforme. Nell'agosto 2019 la Società Sportiva Monopoli 1966 ha aperto una votazione per far scegliere ai propri tifosi il brano d'esultanza della squadra da far partire ad ogni proprio gol; la sigla è arrivata seconda per pochi voti, subito dopo 7 miliardi di Massimo Pericolo. Nel 2022 la cantante e doppiatrice giapponese Aina Aiba ha citato la sigla di Evangelion fra i brani che hanno cambiato la sua vita e l'hanno introdotta al mondo del canto.

### Anniversari e altri utilizzi

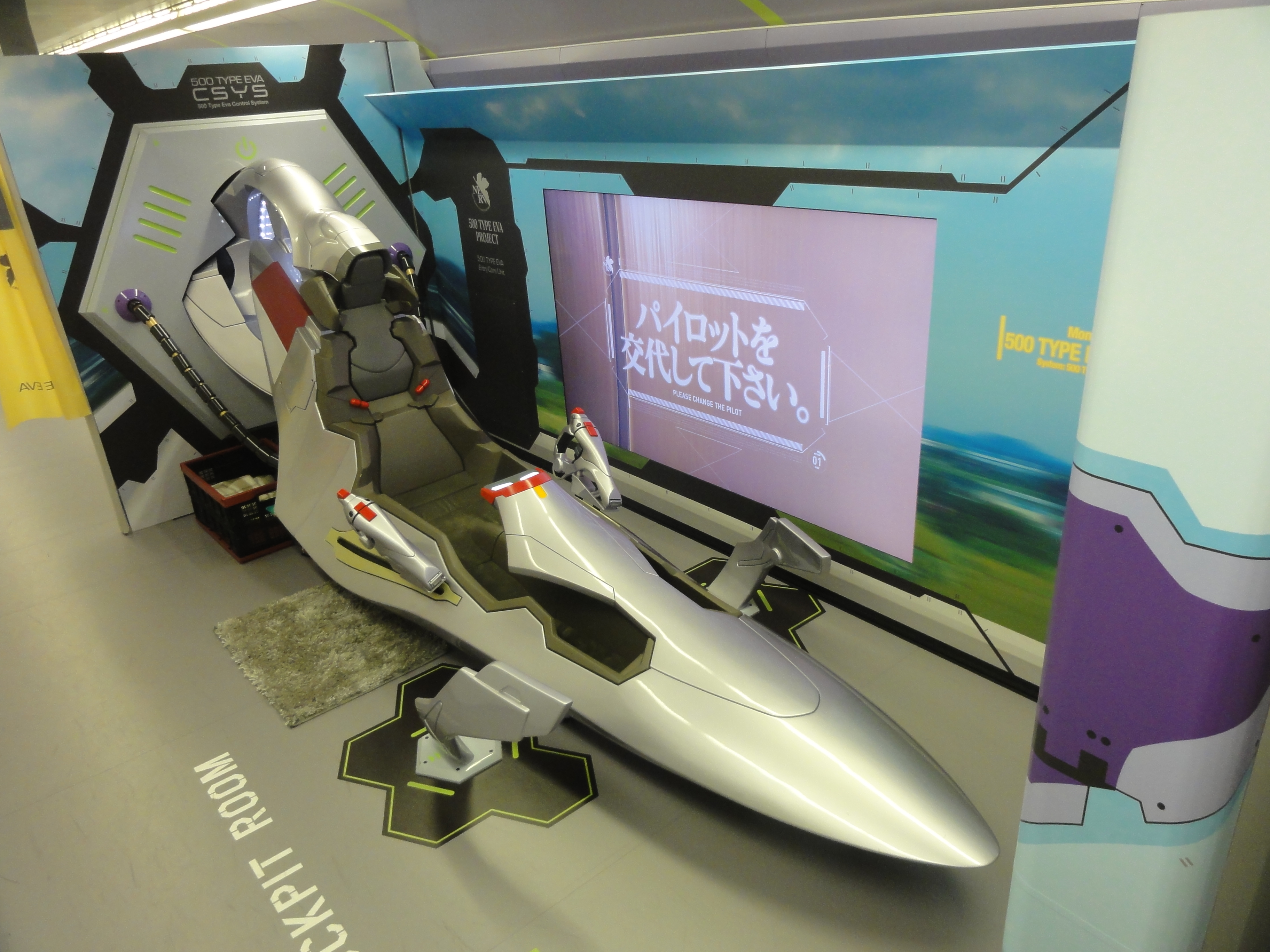
Zankoku na tenshi no these è stata usata per annunci e funzionalità del 500 type Eva, un treno Shinkansen Serie 500 dedicato alla serie

Il pezzo venne usato in videogiochi e pachinko ispirati a Evangelion. Nell'agosto del 1997 la rivista giapponese June, specializzata in manga e anime omoerotici, detti shōnen'ai, mise in commercio un volume intitolato Zankoku na tenshi no yō ni (残酷な天使のように? lett. "Come uno spietato angelo"), il cui titolo è tratto dal primo verso della sigla; esso contiene una lunga intervista a Hideaki Anno, nonché una breve dōjinshi parodistica di un membro del personale della serie e quelle di altri mangaka affermati nel panorama dello yaoi.
Nel 2014 la Sony pubblicò uno speciale walkman DAT sulla serie, in omaggio a quello usato dal personaggio di Shinji; nel pacchetto era inclusa una speciale carta del negozio di musica giapponese Mora per scaricare la versione originale di Zankoku na tenshi no these nei Sony Store di Ginza, Nagoya e Osaka. L'anno seguente per celebrare il ventesimo anniversario della prima messa in onda dell'anime fu costruita a Hakone, località presso cui sorge la fittizia città di Neo Tokyo-3 della serie, una strada musicale che riproduceva la canzone; tramite i sussulti causati da apposite scanalature nell'asfalto il guidatore a una velocità ottimale di quaranta chilometri orari poteva udire il brano lungo un percorso panoramico sul lago Ashi.
Nel 2018 l'Evastore, negozio ufficiale interamente dedicato alla serie, pubblicizzò l'uscita del singolo in formato digitale restaurato producendo articoli di merchandise a esso dedicati, come maglie, manifesti e cartoline postali metallizzate. Il 5 maggio dello stesso anno il pezzo fu inserito in un episodio della serie animata Shinkansen henkei robo Shinkalion in cui compaiono diversi personaggi di Evangelion. Il 26 dicembre venne eseguito dal vivo da Takahashi in occasione dell'apertura di un locale izakaya dedicato alla serie; per l'occasione fu poi messa in commercio una bevanda chiamata Zankoku na tenshi no these.
Nel 2019, in contemporanea con il lancio dell'anime su Netflix, il cantante giapponese Toshi eseguì il brano durante un'esibizione di dieci pattinatori artistici su ghiaccio, guidati dal due volte campione olimpico Yuzuru Hanyū durante lo spettacolo Fantasy on Ice. Il lottatore statunitense Dio Maddin, dichiarato appassionato di Neon Genesis Evangelion, chiamò una delle sue mosse finali Cruel Angel's Thesis in suo onore. Nel 2020 si è tenuto un evento speciale su Evangelion alla Tokyo Sky Tree, durante il quale il video della canzone è stato proiettato presso l'osservatorio della torre; l'evento è stato poi esteso fino al maggio dell'anno seguente. Zankoku na tenshi no these è stata usata anche in un episodio di Sore ga seiyū! e omaggiata in altre serie animate, come Hayate no gotoku! e Regular Show.

## Tracce
Testi di Neko Oikawa e musiche di Toshiyuki Ōmori e Hidetoshi Satō, tranne Fly Me to the Moon, di Bart Howard.
CD: KIDA-114 Zankoku na tenshi no these (1995)
1. Zankoku na tenshi no these (残酷な天使のテーゼ?) – 4:06
2. Tsuki no meikyū (月のめいきゅ?) – 5:45
3. Zankoku na tenshi no these (残酷な天使のテーゼ?) (Versione da karaoke) – 4:05
4. Tsuki no meikyū (月のめいきゅ?) (Versione da karaoke) – 5:44

CD: KIDA-116 Zankoku na tenshi no these/Fly Me to the Moon (1995)
1. Zankoku na tenshi no these (残酷な天使のテーゼ?) – 4:06
2. Fly Me to the Moon (Claire) – 4:33

CD: KICM-3041 Zankoku na tenshi no these/Fly Me to the Moon (2003)
1. Zankoku na tenshi no these (残酷な天使のテーゼ?) – 4:06
2. Fly Me to the Moon – 4:33
3. Zankoku na tenshi no these （OFF VOCAL Version) (残酷な天使のテーゼ （OFF VOCAL Version)?) – 4:05
4. Fly Me to the Moon (OFF Vocal Version) – 4:33
5. Zankoku na tenshi no these （Director's Edit Version) (残酷な天使のテーゼ （Director's Edit Version)?) – 4:05

CD: KICM-1272 Zankoku na tenshi no these 2009 Version (2009)
1. Zankoku na tenshi no these 2009 Version (残酷な天使のテーゼ 2009 VERSION?) – 4:26
2. Fly me to the Moon 2009VERSION – 4:32
3. One Litte Wish – 5:00
4. Zankoku na tenshi no these 2009 Version (off vocal) (残酷な天使のテーゼ 2009 VERSION (off vocal)?) – 4:26
5. Fly me to the Moon 2009VERSION (off vocal) – 4:32
6. One Little Wish (off vocal) – 5:01

CD: KICM-3340 Zankoku na tenshi no these/Tamashī no refrain (2018)
1. Zankoku na tenshi no these (残酷な天使のテーゼ?) – 4:07
2. Tamashī no refrain (魂のルフラン?) – 5:14
3. Zankoku na tenshi no these off vocal ver. (残酷な天使のテーゼ off vocal ver.?) – 4:06
4. Tamashī no refrain off vocal ver. (魂のルフラン off vocal ver.?) – 5:09

CD: KICM-3362 Zankoku na tenshi no these Matsuri Spirit (2019)
1. Zankoku na tenshi no these Matsuri Spirit (残酷な天使のテーゼ MATSURI SPIRIT?) – 4:36
2. Zankoku na tenshi no these Matsuri Spirit off vocal ver. (残酷な天使のテーゼ MATSURI SPIRIT off vocal ver. ?) – 5:14

## Formazione
- Yōko Takahashi – voce
- Toshiyuki Ōmori – arrangiamento
- Toshimichi Ōtsuki – arrangiamento

## Classifiche
Di seguito sono riportate le posizioni massime raggiunte dalle varie versioni del singolo nelle classifiche giapponesi.
| Anno | Versione                                      | Posizione massima | Fonte   |
| ---- | --------------------------------------------- | ----------------- | ------- |
| 1996 | Zankoku na tenshi no these                    | 27                | [ 207 ] |
| 1996 | Zankoku na tenshi no these/Fly Me to the Moon | 17                | [ 208 ] |
| 2003 | Zankoku na tenshi no these/Fly Me to the Moon | 41                | [ 211 ] |
| 2009 | Zankoku na tenshi no these 2009 Version       | 22                | [ 214 ] |
| 2018 | Zankoku na tenshi no these/Tamashī no refrain | 36                | [ 260 ] |
| 2019 | Zankoku na tenshi no these Matsuri Spirit     | 142               | [ 261 ] |

## Interpretazioni
Nel 1996 venne pubblicato il quarto album delle colonne sonore dell'anime, Neon Genesis Evangelion Addition, contenente la cosiddetta Zankoku na tenshi no these (Director's Edit. Version II), della durata di 4:04 minuti e cantata da Kotono Mitsuishi, Megumi Hayashibara e Yūko Miyamura, interpreti delle tre protagoniste della serie, rispettivamente: Misato Katsuragi, Rei Ayanami e Asuka Sōryū Langley. Nel 2001 invece uscì l'album The birthday of Rei Ayanami (30 marzo 2001), dedicato al personaggio di Rei; fra le tracce fu inserita anche una Zankoku na tenshi no these eseguita dalla sola Hayashibara. La canzone venne aggiunta a bertemu, settimo album dell'artista (pubblicato il primo novembre 1996), e come traccia bonus di Center Color, undicesimo (uscito il 7 gennaio 2004). Hayashibara stessa dichiarò che cantando Zankoku na tenshi no these pensò alla scena in cui Rei sorride per la prima volta a Shinji Ikari nella versione cinematografica di Eva, evitando di dare l'impressione di un personaggio freddo.
Megumi Ogata, voce di Shinji, eseguì periodicamente il brano nei suoi concerti. Anche Junko Iwao, doppiatrice giapponese di Hikari Horaki, registrò una sua versione bossa nova del pezzo per il suo Anime On Bossa, pubblicato il 30 gennaio 2008.
Altri artisti al di fuori del personale di Neon Genesis Evangelion si sono cimentati in interpretazioni della sigla, come Shōko Nakagawa, MIQ, Yōko Ishida, Masami Okui, Shizuka Itō, Mikuni Shimokawa, Toshi, Aya Hirano, arlie Ray, Ryō Horikawa, Chihiro Yonekura, Akina Nakamori, Maya Sakura, Konomi Suzuki, Kikuko Inoue e Natsuki Katō. Tra i gruppi musicali, sia giapponesi, sia esteri, figurano gli Animetal, gli Anipunk, i Globe, i Move, i Flow, i Glay, i Glory Gospel Singers, gli Anime That Jazz!, le Max e le Roselia, un gruppo del media franchise di BanG Dream!.